# Dolicheremaeus pectinatus
Dolicheremaeus pectinatus är en kvalsterart som beskrevs av Balogh 1970. Dolicheremaeus pectinatus ingår i släktet Dolicheremaeus och familjen Tetracondylidae. Inga underarter finns listade i Catalogue of Life.